# Trichardis terminalis
Trichardis terminalis là một loài ruồi trong họ Asilidae. Trichardis terminalis được Oldroyd miêu tả năm 1974. Loài này phân bố ở vùng nhiệt đới châu Phi.